# الجديدة (سوق الجمعة)
الجديدة هي من أحياء سوق الجمعة تقع في أقصى الجنوب الشرقي للمنطقة ويوجد بها مؤسسة الإصلاح والتأهيل الجنائية المعروف بسجن الجديدة وهي من بين أكبر السجون في طرابلس وتعتبر المنطقة الفاصلة ما بين سوق الجمعة وعين زارة وتفصلهما طريق المشتل يحدها شمالًا منطقة الفتح والغرارات ومن الشرق البيفي وبئر الأسطى ميلاد الواقعتان في تاجوراء ومن الغرب السبعة ومن الجنوب طريق المشتل وتعتبر حلقة الوصل مابين كل من الغرارات وعرادة والفتح والسبعة والفرناج وعين زارة.